# Ismaïl ibn Nuh al-Múntasir
Ismaïl ibn Nuh al-Múntasir o, simplement, Ismaïl (II) ibn Nuh fou el darrer emir samànida (vers 1000-1005).
Assassinat Mansur ibn Nuh pels amirs (generals) turcs Faik Kassa i Bagtuzun (899) fou posat al tron el seu germà Abd-al-Màlik ibn Nuh. Mahmud de Gazni es va declarar venjador de Mansur i va marxar amb un exèrcit cap al Khurasan; en una batalla prop de Merv va derrotar els amirs Faik (que va resultar mort) i Bagtezun i a l'emir samànida Abd-al-Màlik, ocupant tot el Khurasan als samànides. L'emir i el general Bagtezun van fugir cap a Transoxiana. Al mateix temps el karakhànida Ilig Nasr ibn Ali va decidir eliminar la dinastia samànida a Transoxiana i l'octubre del 999 va ocupar Bukharà sense oposició. Abd-al-Màlik fou deposat i enviat desterrat a Uzkend amb diversos membres de la família reial com el seu germà Ismaïl ibn Nuh; Transoxiana fou annexionada als dominis karakhànides.
Ismaïl es va poder escapar i es va dirigir a Coràsmia on va reunir als partidaris de la dinastia i el 1000 va començar una campanya de resistència tant contra els karakhànides a Transoxiana com contra els gaznèvides al Khurasan septentrional. El 1003 va aconseguir el suport dels turcs oghuz seljúcides, que fins aleshores eren cristians i en endavant es van fer musulmans segosn l'historiador Gardizi. Tot i els seus atacs va patir diverses derrotes i el 1005 va haver de fugir cap al desert de Kara Kum on vers el gener del 1005 fou assassinat per un grup d'àrabs de la tribu dels Banu Iji.